# Фінал Ліги чемпіонів УЄФА 2022
Фінал Ліги чемпіонів УЄФА 2022 року — фінальний матч розіграшу Ліги чемпіонів УЄФА 2021—22, 67-го сезону в історії Кубка європейських чемпіонів і 30-го сезону в історії Ліги чемпіонів УЄФА. Відбувся 28 травня 2022 року на «Стад-де-Франс» в перемісті Парижа Сен-Дені.
Спочатку було заплановано проведення фіналу на Альянц Арені у Мюнхені, Німеччина. Проте, через відстрочку та перенесення фіналу 2020 року до Лісабону через пандемію COVID-19, господарі, які мали приймати фінали з 2020 по 2023 роки, натомість мають приймати фінали на рік пізніше. Отже, Санкт-Петербург, який мав приймати фінал 2021 року, мав стати господарем цього фіналу. Проте, 25 лютого 2022 року через російське вторгнення в Україну УЄФА ухвалив рішення про перенесення фінального матчу з Санкт-Петербургу до Сен-Дені.

## Команди
У таблиці, фінали до 1992 року з епохи  Кубка європейських чемпіонів, а з 1993 року — епохи Ліги чемпіонів УЄФА.
| Команда     | Попередні виступи (жирним шрифтом виділені перемоги)                                                |
| ----------- | --------------------------------------------------------------------------------------------------- |
| Ліверпуль   | 9 (1977, 1978, 1981, 1984, 1985, 2005, 2007, 2018, 2019)                                            |
| Реал Мадрид | 16 (1956, 1957, 1958, 1959, 1960, 1962, 1964, 1966, 1981, 1998, 2000, 2002, 2014, 2016, 2017, 2018) |

## Місце проведення
«Стад де Франс» (фр. Stade de France) — багатофункціональний стадіон у північному передмісті Парижа в комуні Сен-Дені, найбільша спортивна арена Франції. Вміщає 81 338 глядачів і є шостим за місткістю стадіоном у Європі. «Стад де Франс» було відкрито 28  січня 1998 року. Стадіон побудовано до Чемпіонату світу з футболу 1998 року, який приймала Франція, щоб замінити «Парк де Пренс», який вважався занадто малим. Назву національного стадіону «Стад де Франс» («Стадіон Франції») запропонував Мішель Платіні, який на той час обіймав посаду Співголови оргкомітету Чемпіонату світу ФІФА 1998. На ньому свої домашні матчі проводять збірна Франції з футболу та збірна Франції з регбі.

## Посол матчу
Послами фіналу були колишні форварди «Ліверпуля» та «Реала» Іан Раш та Рауль. Спочатку послом мав бути колишній форвард збірної Росії та петербурзького «Зеніту» Андрій Аршавін, але це змінили після перенесення фіналу в Сен-Дені.

## Шлях до фіналу
Примітка: У всіх результатах, поданих нижче, голи фіналістів подаються першими, натомість де відбувався матч вказано в дужках (д: вдома; г: в гостях; н: на нейтральному полі).
| Поз | Команда   | І | О  |
| --- | --------- | - | -- |
| 1   | Ліверпуль | 6 | 18 |
| 2   | Атлетіко  | 6 | 7  |
| 3   | Порту     | 6 | 5  |
| 4   | Мілан     | 6 | 4  |

| Поз | Команда     | І | О  |
| --- | ----------- | - | -- |
| 1   | Реал Мадрид | 6 | 15 |
| 2   | Інтер       | 6 | 10 |
| 3   | Шериф       | 6 | 7  |
| 4   | Шахтар      | 6 | 2  |

## Матч
| 28 травня 2022 22:00 (21:00 CEST) |

| Ліверпуль | 0:1      | Реал Мадрид           |
| --------- | -------- | --------------------- |
|           | Протокол | - Вінісіус Жуніор 59' |

| Стад-де-Франс, Сен-Дені Глядачів: 75,000 Арбітр: Клеман Тюрпен (Франція) |

| Ліверпуль | Реал Мадрид |

| ВР          | 1  | Аліссон                  |     |     |     |
| ЗХ          | 66 | Трент Александер-Арнольд |     |     |     |
| ЗХ          | 5  | Ібраїма Конате           |     |     |     |
| ЗХ          | 4  | Вірджил ван Дейк         |     |     |     |
| ЗХ          | 26 | Ендрю Робертсон          |     |     |     |
| ПЗ          | 14 | Джордан Гендерсон        |     | 77' |     |
| ПЗ          | 3  | Фабінью                  | 62' |     |     |
| ПЗ          | 6  | Тьяго Алькантара         |     |     | 77' |
| НП          | 11 | Мохаммед Салах           |     |     |     |
| НП          | 10 | Садіо Мане               |     |     |     |
| ПЗ          | 23 | Луїс Діас                |     | 65' |     |
| Запасні:    |    |                          |     |     |     |
| ВР          | 62 | Кевін Келлехер           |     |     |     |
| ЗХ          | 12 | Джо Гомес                |     |     |     |
| ЗХ          | 21 | Костас Цимікас           |     |     |     |
| ЗХ          | 32 | Жоель Матіп              |     |     |     |
| ПЗ          | 7  | Джеймс Мілнер            |     |     |     |
| ПЗ          | 8  | Набі Кейта               |     | 77' |     |
| ПЗ          | 9  | Роберто Фірміно          |     |     | 77' |
| ПЗ          | 15 | Алекс Окслейд-Чемберлен  |     |     |     |
| ПЗ          | 17 | Кертіс Джонс             |     |     |     |
| ПЗ          | 67 | Гарві Елліотт            |     |     |     |
| НП          | 18 | Мінаміно Такумі          |     |     |     |
| НП          | 20 | Діогу Жота               |     | 65' |     |
| Тренер:     |    |                          |     |     |     |
| Юрген Клопп |    |                          |     |     |     |

| ВР              | 1  | Тібо Куртуа        |  |       |
| ЗХ              | 2  | Данієль Карвахаль  |  |       |
| ЗХ              | 3  | Едер Мілітан       |  |       |
| ЗХ              | 4  | Давід Алаба        |  |       |
| ЗХ              | 23 | Ферлан Манді       |  |       |
| ЦП              | 10 | Лука Модрич        |  | 90'   |
| ЦП              | 14 | Каземіро           |  |       |
| ЦП              | 8  | Тоні Кроос         |  |       |
| НП              | 15 | Федеріко Вальверде |  | 86'   |
| НП              | 9  | Карім Бензема      |  |       |
| НП              | 20 | Вінісіус Жуніор    |  | 90+3' |
| Запасні:        |    |                    |  |       |
| ВР              | 13 | Андрій Лунін       |  |       |
| ЗХ              | 6  | Начо               |  |       |
| ЗХ              | 12 | Марсело            |  |       |
| ПЗ              | 17 | Лукас Васкес       |  |       |
| ПЗ              | 19 | Дані Себальйос     |  | 90'   |
| ПЗ              | 22 | Іско               |  |       |
| ПЗ              | 25 | Едуарду Камавінга  |  | 86'   |
| НП              | 7  | Еден Азар          |  |       |
| НП              | 11 | Марко Асенсіо      |  |       |
| НП              | 18 | Гарет Бейл         |  |       |
| НП              | 21 | Родріго            |  | 90+3' |
| НП              | 24 | Маріано Діас       |  |       |
| Тренер:         |    |                    |  |       |
| Карло Анчелотті |    |                    |  |       |

| Гравець матчу: Тібо Куртуа (Реал Мадрид) Помічники арбітра: Ніколя Данос (Франція) Сіріл Грангор (Франція) Четвертий арбітр: Бенуа Бастьєн (Франція) Відеоасистент арбітра: Жером Брізар (Франція) Відеоасистенти: Віллі Делажод (Франція) Массіміліано Ірраті (Італія) Філіппо Мелі (Італія) | Регламент - 90 хвилин. - 30 хвилин додаткового часу за необхідності. - Серія пенальті за необхідності. - По дванадцять запасних гравців. - Максимум три заміни гравців від кожної команди посеред матчу та четверта у разі додаткового часу. |

### Статистика
| Статистика            | Ліверпуль | Реал |
| --------------------- | --------- | ---- |
| Голи                  | 0         | 0    |
| Удари по воротах      | 10        | 1    |
| Удари в площину воріт | 5         | 0    |
| Сейви                 | 0         | 5    |
| Володіння м'ячем      | 47%       | 53%  |
| Кутові                | 1         | 1    |
| Порушення             | 5         | 4    |
| Офсайди               | 0         | 1    |
| Жовті картки          | 0         | 0    |
| Червоні картки        | 0         | 0    |

| Статистика            | Ліверпуль | Реал |
| --------------------- | --------- | ---- |
| Голи                  | 0         | 1    |
| Удари по воротах      | 13        | 2    |
| Удари в площину воріт | 4         | 1    |
| Сейви                 | 0         | 4    |
| Володіння м'ячем      | 53%       | 47%  |
| Кутові                | 5         | 1    |
| Порушення             | 8         | 3    |
| Офсайди               | 1         | 3    |
| Жовті картки          | 1         | 0    |
| Червоні картки        | 0         | 0    |

| Статистика            | Ліверпуль | Реал |
| --------------------- | --------- | ---- |
| Голи                  | 0         | 1    |
| Удари по воротах      | 23        | 3    |
| Удари в площину воріт | 9         | 1    |
| Сейви                 | 0         | 9    |
| Володіння м'ячем      | 50%       | 50%  |
| Кутові                | 6         | 2    |
| Порушення             | 13        | 7    |
| Офсайди               | 1         | 4    |
| Жовті картки          | 1         | 0    |
| Червоні картки        | 0         | 0    |